# 谷中町
谷中町（やなかちょう）は、埼玉県越谷市の町名。現行行政地名は谷中町一丁目〜四丁目。郵便番号は343-0856。

## 地理
埼玉県越谷市の西部に位置し、国道4号と谷中通の間に住宅地が広がる。谷中通より西側は田園地帯が広がる。南部の七左町との境界を出羽堀が流れる。

## 歴史
かつては谷中村であった。
- 1966年（昭和41年）9月1日 - 大字谷中の大部分、大字神明下、大字四丁野、大字越ケ谷の各一部から谷中町一丁目〜四丁目が成立[4][5]。また、同日 大字谷中の一部が神明町一丁目の一部となる。これにより、大字谷中は消滅する[5]。

## 世帯数と人口
2022年（令和4年）1月1日現在の世帯数と人口は以下の通りである。
| 町丁         | 世帯数    | 人口    |
| ------------ | --------- | ------- |
| 谷中町一丁目 | 645世帯   | 1,485人 |
| 谷中町二丁目 | 403世帯   | 986人   |
| 谷中町三丁目 | 78世帯    | 166人   |
| 谷中町四丁目 | 171世帯   | 322人   |
| 計           | 1,297世帯 | 2,959人 |

## 小・中学校の学区
市立小・中学校に通う場合、学区は以下の通りとなる。
| 番地                                     | 小学校             | 中学校             |
| ---------------------------------------- | ------------------ | ------------------ |
| 谷中町一丁目                             | 越谷市立出羽小学校 | 越谷市立富士中学校 |
| 谷中町二丁目、谷中町三丁目、谷中町四丁目 | 越谷市立出羽小学校 | 越谷市立西中学校   |

## 交通
- 国道4号草加バイパス
- 谷中通

## 施設
- 埼玉県立越谷総合技術高等学校
- 越谷市立出羽小学校
- まつざわ幼稚園
- 松沢保育園
- 越谷市消防署谷中分署
- 西福院
- 越谷誠和病院
- わかば公園